# Клод Бернар
Клод Бернар (фр. Claude Bernard; 12 липня 1813, Сен-Жульєн (Рона) — 10 лютого 1878, Париж) — французький лікар, науковець, фізіолог, дослідник процесів внутрішньої секреції, засновник ендокринології. Доктор медицини (1843). Член-кореспондент Санкт-Петербургської академії наук (з 2 грудня 1860 року).
Навчався у Паризькому університеті (1834—1836).
Працював у лікарні Отель-Дьє, де був заступником, керівником кафедри експериментальної медицини. Згодом очолив кафедру загальної фізіології Паризького університету, а з 1868 — кафедру порівняльної фізіології в Музеї природничої історії.
Обирався членом багатьох європейських наукових товариств. Заснував Біологічне товариство (1849 рік), став його президентом (1867). Написав багато фундаментальних праць в галузі фізіології, найважливіша — «Введення у вивчення експериментальної медицини» (1865, російський переклад — 1866).
Похований на паризькому кладовищі Пер-Лашез.